# Qüestió de principis
Qüestió de principis (títol original en francès, Une affaire de principe) és una pel·lícula dramàtica francobelga de 2024 dirigida per Antoine Raimbault. S'ha doblat i subtitulat al català.
A partir d'esdeveniments reals que van tenir lloc l'any 2012 a Brussel·les, el seu tema del film és la implicació de l'eurodiputat José Bové en la revelació de l'autèntic motiu de la sospitosa renúncia del comissari europeu de Salut, John Dalli. La pel·lícula és així una investigació que barreja el thriller, la conspiració i l'espionatge. El director descriu la seva pel·lícula com «thriller d'oficina».
Es tracta de l'adaptació del llibre Hold-up à Bruxelles, les lobbies au cœur de l’Europe del mateix Bové. El 19 de maig de 2014, l'afer va contribuir a l'adopció per part del Parlament Europeu de la directiva sobre productes del tabac, inclosa la creació de l'empaquetat neutre de tabac.
El rodatge va tenir lloc del 31 de juliol al 20 d'octubre 2023 a Estrasburg i Brussel·les.